# 嘉祥镇
嘉祥镇是中国山东省济宁市嘉祥县下辖的一个镇。

## 行政区划
嘉祥镇下辖东关居委会、南关居委会、西关居委会、北关居委会、护山社区居委、柏山社区居委、孔庄社区居委、孙山头村、黄山口村、毛李庄村、邱庄村、李楼村、王楼村、洪山村、徐庄村、刘山村、菜园村、新梁庄村、唐庄村、郑庄村、凤凰山村、菜庄李村、上王庄村、北石庄村、刘庄村、朱庄村、楚庄村、大庙李村、大刘庙村、何庙村、庞庄村、高庄村、钱庙村、陈庄村、章山村、黄河沟村、李河沟村、南石庄村、竹园村、五老洼村、周庄村、满庄村、北杜村、嘉祥村、齐庄村。